# Базгаљи
Базгаљи су насељено место у саставу општине Грачишће у Истарској жупанији, Хрватска. До територијалне реорганизације у Хрватској налазили су се у саставу старе општине Пазин.

## Становништво
На попису становништва 2011. године, Базгаљи су имали 245 становника.

## Попис1991.
На попису становништва 1991. године, насељено место Базгаљи је имало 246 становника, следећег националног састава:
| Попис 1991.‍  | Попис 1991.‍  | Попис 1991.‍ | Попис 1991.‍ | Попис 1991.‍ |
| ------------ | ------------ | ----------- | ----------- | ----------- |
|              |              |             |             |             |
| Хрвати       | Хрвати       |             | 186         | 75,60%      |
| Југословени  | Југословени  |             | 3           | 1,21%       |
| неопредељени | неопредељени |             | 4           | 1,62%       |
| регион. опр. | регион. опр. |             | 53          | 21,54%      |
| укупно: 246  |              |             |             |             |